# Campionati europei di nuoto 2006
La XXVIIIª edizione dei campionati europei di nuoto si è svolta a Budapest dal 26 luglio al 6 agosto 2006. La capitale magiara ha ospitato la rassegna per la terza volta, dopo le edizioni del 1926 e del 1958.
La Russia ha conquistato il maggior numero di titoli europei, mentre la Germania ha vinto più medaglie complessive. È stato l'anno di Laure Manaudou, vincitrice di ben sette medaglie, di cui 5 individuali.

## Medagliere
| Posizione | Paese       |    |    |    | Totale |
| --------- | ----------- | -- | -- | -- | ------ |
| 1         | Russia      | 16 | 7  | 3  | 26     |
| 2         | Germania    | 12 | 10 | 5  | 27     |
| 3         | Francia     | 6  | 3  | 9  | 18     |
| 4         | Italia      | 5  | 6  | 11 | 22     |
| 5         | Ucraina     | 5  | 4  | 5  | 14     |
| 6         | Polonia     | 5  | 2  | 1  | 8      |
| 7         | Svezia      | 3  | 3  | 0  | 6      |
| 8         | Regno Unito | 2  | 5  | 6  | 13     |
| 9         | Paesi Bassi | 2  | 3  | 3  | 8      |
| 10        | Ungheria    | 2  | 2  | 5  | 9      |
| 11        | Finlandia   | 1  | 0  | 1  | 2      |
| 12        | Spagna      | 0  | 4  | 0  | 4      |
| 13        | Grecia      | 0  | 2  | 5  | 7      |
| 14        | Austria     | 0  | 2  | 0  | 2      |
| 15        | Croazia     | 0  | 1  | 1  | 2      |
| 16        | Bielorussia | 0  | 1  | 0  | 1      |
| 16        | Norvegia    | 0  | 1  | 0  | 1      |
| 16        | Slovacchia  | 0  | 1  | 0  | 1      |
| 19        | Rep. Ceca   | 0  | 0  | 2  | 2      |
| 20        | Danimarca   | 0  | 0  | 1  | 1      |
| 20        | Romania     | 0  | 0  | 1  | 1      |
| 20        | Slovenia    | 0  | 0  | 1  | 1      |
| Totale    | Totale      | 59 | 57 | 60 | 176    |

## Squalifiche
L'italiano Loris Facci, vincitore della gara dei 200 rana, viene squalificato per virata irregolare alla terza vasca.

## Nuoto in acque libere

### Uomini
| Evento | Oro          | Perform. | Argento                 | Perform. | Bronzo         | Perform. |
| 5 km   | Thomas Lurz  | 56'00"1  | Christian Hein          | 56'01"1  | Simone Ercoli  | 56'01"8  |
| 10 km  | Thomas Lurz  | 1h58'12" | Maarten van der Weijden | 1h58'13" | Christian Hein | 1h58'16" |
| 25 km  | Gilles Rondy | 5h10'17" | Anton Sanačev           | 5h10'18" | Stéphane Gomez | 5h10"19  |

### Donne
| Evento | Oro                    | Perform.  | Argento          | Perform.  | Bronzo                         | Perform.  |
| 5 km   | Ekaterina Seliverstova | 1h01'50"8 | Cathy Dietrich   | 1h01'52"3 | Jana Pechanová Larissa Ilčenko | 1h01'53"4 |
| 10 km  | Angela Maurer          | 2h07'10"8 | Rita Kovács      | 2h07'11"3 | Jana Pechanová                 | 2h07'15"6 |
| 25 km  | Angela Maurer          | 5h35'19"  | Natal'ja Pankina | 5h35'25"  | Stefanie Biller                | 5h35'29"  |

## Nuoto

### Uomini
| Evento               | Oro                                                                       | Perform. | Argento                                                            | Perform. | Bronzo                                                                       | Perform. |
| Stile libero         |                                                                           |          |                                                                    |          |                                                                              |          |
| 50 m                 | Bartosz Kizierowski                                                       | 21"88    | Oleksandr Volynec'                                                 | 21"97    | Duje Draganja                                                                | 22"14    |
| 100 m                | Filippo Magnini                                                           | 48"79    | Stefan Nystrand                                                    | 48"91    | Pieter van den Hoogenband                                                    | 48"94    |
| 200 m                | Pieter van den Hoogenband                                                 | 1'45"65  | Massimiliano Rosolino                                              | 1'47"02  | Filippo Magnini                                                              | 1'47"57  |
| 400 m                | Jurij Prilukov                                                            | 3'45"73  | Massimiliano Rosolino                                              | 3'46"87  | Nicolas Rostoucher                                                           | 3'47"04  |
| 1500 m               | Jurij Prilukov                                                            | 14'51"93 | Sébastien Rouault                                                  | 14'55"73 | Nicolas Rostoucher                                                           | 15'01"82 |
| Dorso                |                                                                           |          |                                                                    |          |                                                                              |          |
| 50 m                 | Helge Meeuw                                                               | 25"06    | Aristeidis Grigoriadis                                             | 25"14    | Matthew Clay                                                                 | 25"15    |
| 100 m                | Arkadij Vjatčanin                                                         | 53"50    | Markus Rogan                                                       | 54"07    | Aristeidis Grigoriadis                                                       | 54"34    |
| 200 m                | Arkadij Vjatčanin                                                         | 1'55"44  | László Cseh                                                        | 1'56"69  | Răzvan Florea                                                                | 1'57"83  |
| Rana                 |                                                                           |          |                                                                    |          |                                                                              |          |
| 50 m                 | Oleh Lisohor Alessandro Terrin                                            | 27"48    | non assegnato                                                      |          | Matjaz Markić                                                                | 27"87    |
| 100 m                | Roman Sludnov                                                             | 1'00"61  | Alexander Dale Oen                                                 | 1'00"63  | Oleh Lisohor                                                                 | 1'00"64  |
| 200 m                | Slawomir Kuczko                                                           | 2'12"12  | Paolo Bossini                                                      | 2'12"35  | Kristopher Gilchrist                                                         | 2'13"21  |
| Delfino              |                                                                           |          |                                                                    |          |                                                                              |          |
| 50 m                 | Serhij Breus                                                              | 23"41    | Duje Draganja                                                      | 23"62    | Jakob Andkjær Andrij Serdinov                                                | 23"77    |
| 100 m                | Andrij Serdinov                                                           | 51"95    | Amaury Leveaux                                                     | 52"76    | Nikolaj Skvorcov                                                             | 52"96    |
| 200 m                | Paweł Korzeniowski                                                        | 1'55"04  | Ioannis Drymonakos                                                 | 1'57"03  | Nikolaj Skvorcov                                                             | 1'57"12  |
| Misti                |                                                                           |          |                                                                    |          |                                                                              |          |
| 200 m                | László Cseh                                                               | 1'58"17  | Alessio Boggiatto                                                  | 2'00"14  | Tamas Kerekjarto                                                             | 2'00"17  |
| 400 m                | László Cseh                                                               | 4'09"86  | Luca Marin                                                         | 4'14"15  | Alessio Boggiatto                                                            | 4'16"34  |
| Staffette            |                                                                           |          |                                                                    |          |                                                                              |          |
| 4x100 m stile libero | Italia Alessandro Calvi Christian Galenda Lorenzo Vismara Filippo Magnini | 3'15"23  | Russia Evgenij Lagunov Andrej Grečin Ivan Usov Andrej Kapralov     | 3'16"47  | Francia Alain Bernard Grégory Mallet Fabien Gilot Amaury Leveaux             | 3'16"53  |
| 4x200 m stile libero | Italia Massimiliano Rosolino David Berbotto Nicola Cassio Filippo Magnini | 7'09"60  | Regno Unito David Carry Simon Burnett Andrew Hunter Ross Davenport | 7'11"63  | Grecia Andreas Zisimos Georgios Demetis Dimitrios Manganas Nikolaos Xylouris | 7'16"67  |
| 4x100 m misti        | Russia Arkadij Vjatčanin Roman Sludnov Nikolaj Skvorcov Andrej Kapralov   | 3'34"96  | Ucraina Andrij Oleynyk Oleh Lisohor Andrij Serdinov Jurij Yegoshin | 3'36"21  | Regno Unito Liam Tancock James Gibson Todd Cooper Simon Burnett              | 3'39"61  |

### Donne
| Evento               | Oro                                                                         | Perform.   | Argento                                                                    | Perform. | Bronzo                                                                          | Perform. |
| Stile libero         |                                                                             |            |                                                                            |          |                                                                                 |          |
| 50 m                 | Britta Steffen                                                              | 24"72      | Therese Alshammar                                                          | 24"87    | Marleen Veldhuis                                                                | 24"89    |
| 100 m                | Britta Steffen                                                              | 53"30 RM   | Marleen Veldhuis                                                           | 54"32    | Nery-Madey Niangkouara                                                          | 54"48    |
| 200 m                | Otylia Jędrzejczak                                                          | 1'57"25    | Annika Liebs                                                               | 1'57"48  | Laure Manaudou                                                                  | 1'58"38  |
| 400 m                | Laure Manaudou                                                              | 4'02"13 RM | Joanne Jackson                                                             | 4'07"76  | Caitlin McClatchey                                                              | 4'08"13  |
| 800 m                | Laure Manaudou                                                              | 8'19"29    | Rebecca Adlington                                                          | 8'27"88  | Rebecca Cooke                                                                   | 8'28"48  |
| Dorso                |                                                                             |            |                                                                            |          |                                                                                 |          |
| 50 m                 | Janine Pietsch                                                              | 28"36      | Aljaksandra Herasimenja                                                    | 28"72    | Antje Buschschulte                                                              | 28"73    |
| 100 m                | Laure Manaudou                                                              | 1'00"88    | Antje Buschschulte                                                         | 1'01"40  | Janine Pietsch                                                                  | 1'01"55  |
| 200 m                | Esther Baron                                                                | 2'10"07    | Iryna Amshennikova                                                         | 2'12"13  | Melanie Marshall                                                                | 2'12"17  |
| Rana                 |                                                                             |            |                                                                            |          |                                                                                 |          |
| 50 m                 | Elena Bogomazova                                                            | 31"69      | Kate Haywood                                                               | 31"71    | Ágnes Kovács                                                                    | 31"95    |
| 100 m                | Hanna Chlystunova                                                           | 1'07"55    | Kirsty Balfour                                                             | 1'07"95  | Ágnes Kovács                                                                    | 1'08"60  |
| 200 m                | Kirsty Balfour                                                              | 2'25"66    | Julija Pidlisna                                                            | 2'28"42  | Ágnes Kovács                                                                    | 2'28"90  |
| Delfino              |                                                                             |            |                                                                            |          |                                                                                 |          |
| 50 m                 | Therese Alshammar                                                           | 26"06      | Anna-Karin Kammerling                                                      | 26"23    | Chantal Groot                                                                   | 26"49    |
| 100 m                | Inge Dekker                                                                 | 58"35      | Martina Moravcová                                                          | 58"98    | Alena Popchanka                                                                 | 59"06    |
| 200 m                | Otylia Jędrzejczak                                                          | 2'07"09    | Francesca Segat                                                            | 2'08"96  | Caterina Giacchetti                                                             | 2'09"01  |
| Misti                |                                                                             |            |                                                                            |          |                                                                                 |          |
| 200 m                | Laure Manaudou                                                              | 2'12"69    | Katarzyna Baranowska                                                       | 2'13"36  | Alessia Filippi                                                                 | 2'13"75  |
| 400 m                | Alessia Filippi                                                             | 4'35"80    | Nicole Hetzer                                                              | 4'37"97  | Katarzyna Baranowska                                                            | 4'40"02  |
| Staffette            |                                                                             |            |                                                                            |          |                                                                                 |          |
| 4x100 m stile libero | Germania Petra Dallmann Daniela Götz Britta Steffen Annika Liebs            | 3'35"22 RM | Paesi Bassi Inge Dekker Ranomi Kromowidjojo Chantal Groot Marleen Veldhuis | 3'37"04  | Francia Alena Popchanka Aurore Mongel Céline Couderc Malia Metella              | 3'38"83  |
| 4x200 m stile libero | Germania Petra Dallmann Daniela Samulski Britta Steffen Annika Liebs        | 8'03"41    | Polonia Otylia Jędrzejczak Joanna Budzis Agata Zwiejska Paulina Barzycka   | 8'06"04  | Francia Alena Popchanka Sophie Huber Aurore Mongel Laure Manaudou               | 8'06"26  |
| 4x100 m misti        | Regno Unito Melanie Marshall Kirsty Balfour Terri Dunning Francesca Halsall | 4'02"24    | Germania Antje Buschschulte Sarah Poewe Annika Mehlhorn Britta Steffen     | 4'02"35  | Francia Laure Manaudou Anne-Sophie Le Paranthoën Alena Popchanka Céline Couderc | 4'03"64  |

## Tuffi

### Uomini
| Evento              | Oro                                               | Perform. | Argento                             | Perform. | Bronzo                                       | Perform. |
| Tuffi individuali   |                                                   |          |                                     |          |                                              |          |
| Trampolino 1m       | Joona Puhakka                                     | 425.00   | Aleksandr Dobroskok                 | 416.60   | Cristopher Sacchin                           | 415.70   |
| Trampolino 3 m      | Dmitrij Sautin                                    | 496.10   | Aleksandr Dobroskok                 | 479.95   | Joona Puhakka                                | 464.60   |
| Piattaforma 10 m    | Gleb Sergeevič Gal'perin                          | 472.90   | Heiko Meyer                         | 459.45   | Kostjantyn Miljajev                          | 436.50   |
| Tuffi sincronizzati |                                                   |          |                                     |          |                                              |          |
| Trampolino 3 m      | Germania Tobias Schellenberg Andreas Wels         | 403.86   | Russia Dmitrij Sautin Jurij Kunakov | 401.46   | Italia Nicola Marconi Tommaso Marconi        | 394.68   |
| Piattaforma 10 m    | Russia Dmitrij Dobroskok Gleb Sergeevič Gal'perin | 469.38   | Germania Sascha Klein Heiko Meyer   | 447.96   | Italia Michele Benedetti Francesco Dell'Uomo | 435.12   |

### Donne
| Evento              | Oro                                     | Perform. | Argento                                    | Perform. | Bronzo                                  | Perform. |
| Tuffi individuali   |                                         |          |                                            |          |                                         |          |
| Trampolino 1m       | Anna Lindberg                           | 291.90   | Ditte Kotzian                              | 279.30   | Maria Marconi                           | 267.35   |
| Trampolino 3 m      | Anna Lindberg                           | 330.60   | Ditte Kotzian                              | 324.90   | Nóra Barta                              | 319.85   |
| Piattaforma 10 m    | Julija Prokopčuk                        | 338.00   | Anja Richter                               | 332.35   | Christin Steuer                         | 330.40   |
| Tuffi sincronizzati |                                         |          |                                            |          |                                         |          |
| Trampolino 3 m      | Russia Natal'ja Umyskova Nadežda Bažina | 314.55   | Germania Ditte Kotzian Heike Fischer       | 298.68   | Ucraina Olena Fedorova Kristina Iščenko | 292.17   |
| Piattaforma 10 m    | Germania Annett Gamm Nora Subschinski   | 325.92   | Russia Natal'ja Gončarova Julija Koltunova | 306.24   | Ucraina Julija Prokopčuk Kateryna Zhuk  | 297.21   |

## Nuoto sincronizzato
| Evento              | Oro | Perform. | Argento | Perform. | Bronzo | Perform. |
| Solo                | Natal'ja Iščenko | 98.400   | Gemma Mengual | 97.700   | Nathalia Anthopoulou | 93.900   |
| Duo                 | Russia Anastasija Davydova Anastasija Ermakova | 98.800   | Spagna Gemma Mengual Paola Tirados | 97.500   | Grecia Eleftheria Ftouli Evanthia Makrygianni | 94.000   |
| Squadra             | Russia Marija Gromova Natal'ja Iščenko Ėl'vira Chasjanova Ol'ga Kužela Anna Nasekina Elena Ovčinnikova Svetlana Romašina Anna Šorina                                         | 98.800   | Spagna Alba Cabello Raquel Corral Andrea Fuentes Tina Fuentes Laura Lopez Gisela Moron Irina Rodriguez Paola Tirados                               | 97.300   | Italia Alessia Bigi Elisa Bozzo Manila Flamini Francesca Gangemi Mariangela Perrupato Benedetta Re Sara Sgarzi Federica Tommasi                                | 93.800   |
| Combinato a squadre | Russia Anastasija Davydova Anastasija Ermakova Marija Gromova Natal'ja Iščenko Ėl'vira Chasjanova Ol'ga Kužela Anna Nasekina Elena Ovčinnikova Svetlana Romašina Anna Šorina | 97.900   | Spagna Alba Cabello Raquel Corral Andrea Fuentes Tina Fuentes Thais Henriquez Laura Lopez Gemma Mengual Gisela Moron Irina Rodriguez Paola Tirados | 95.900   | Italia Alessia Bigi Elisa Bozzo Manila Flamini Francesca Gangemi Mariangela Perrupato Benedetta Re Dalila Schiesaro Sara Sgarzi Virna Taccone Federica Tommasi | 93.500   |